# Doolo
Doolo è una delle zone amministrative in cui è suddivisa la Regione dei Somali in Etiopia.

## Woreda
La zona è composta da 7 woreda:
1. Bokh
2. Danod
3. Daratole
4. Galadi
5. Galhamur
6. Lehel-Yucub
7. Warder